# Ку-ку
Ку-ку (англ. peek-a-boo) — народная игра, в которую родители часто играют с малышами. Мама на глазах ребёнка прячется на несколько секунд за какой-нибудь преградой (шкаф, подушка), а затем показывается с восклицанием: «Ку-ку!». Не обязательно прятаться целиком: зачастую лишь закрывают лицо руками. Конечно, играть может не только мама и даже не обязательно человек: нередко прячут, а затем показывают игрушку. Как правило, дети проявляют интерес к игре с нескольких месяцев жизни.

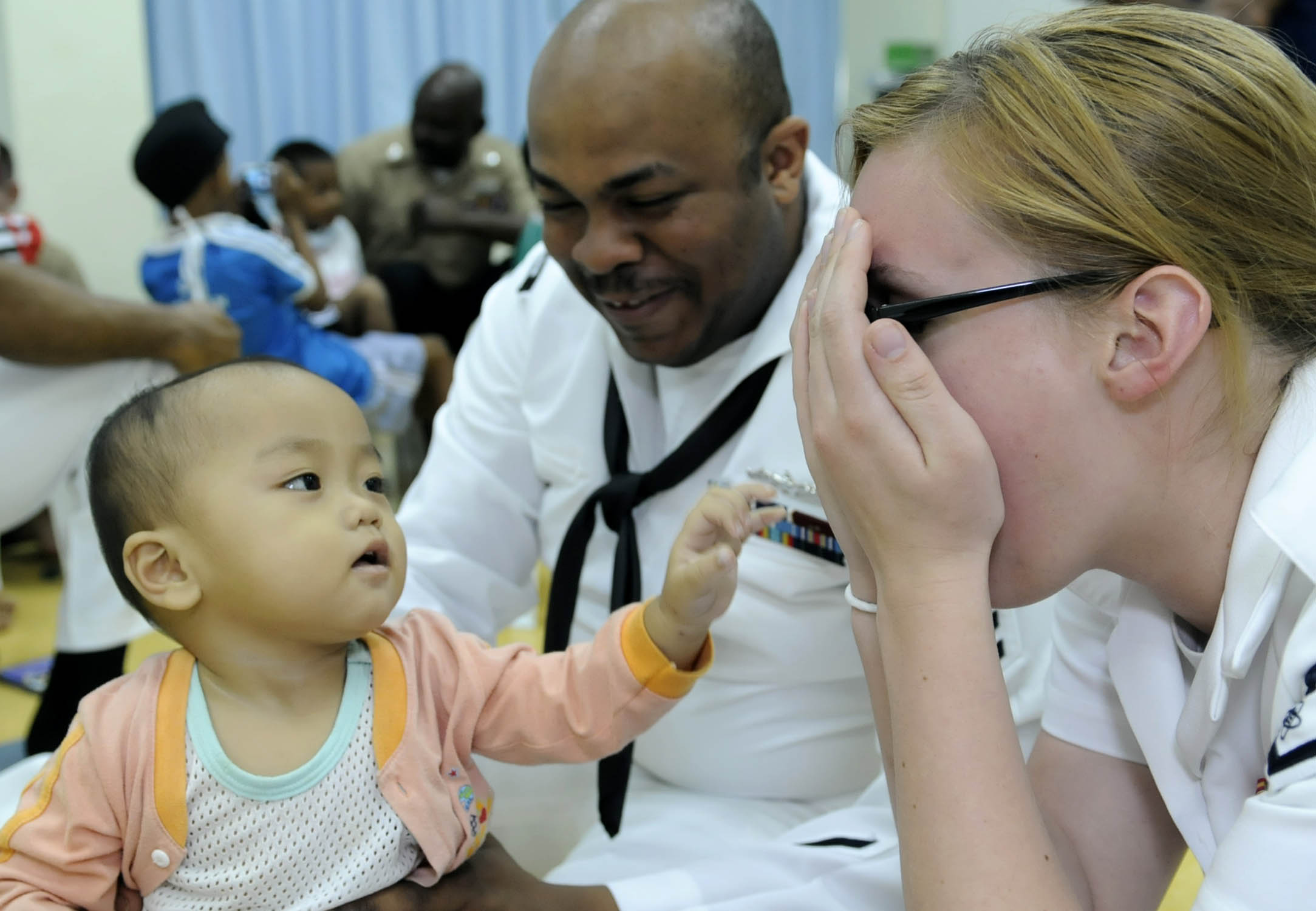

По сравнению с игрой в прятки, игра «ку-ку» рассчитана на значительно меньших детей, которые пока не в состоянии производить самостоятельный активный поиск. Однако в более сложной форме (для детей от 8—10 месяцев и старше, вплоть до младших групп детского сада) ребёнку предлагается найти предмет, спрятанный у него на глазах (например, прикрытый одеялом). В англоязычной литературе иногда подчёркивается, что это — забава (англ. play), в отличие от игры (англ. game), с правилами.

## «Ку-ку» в мире

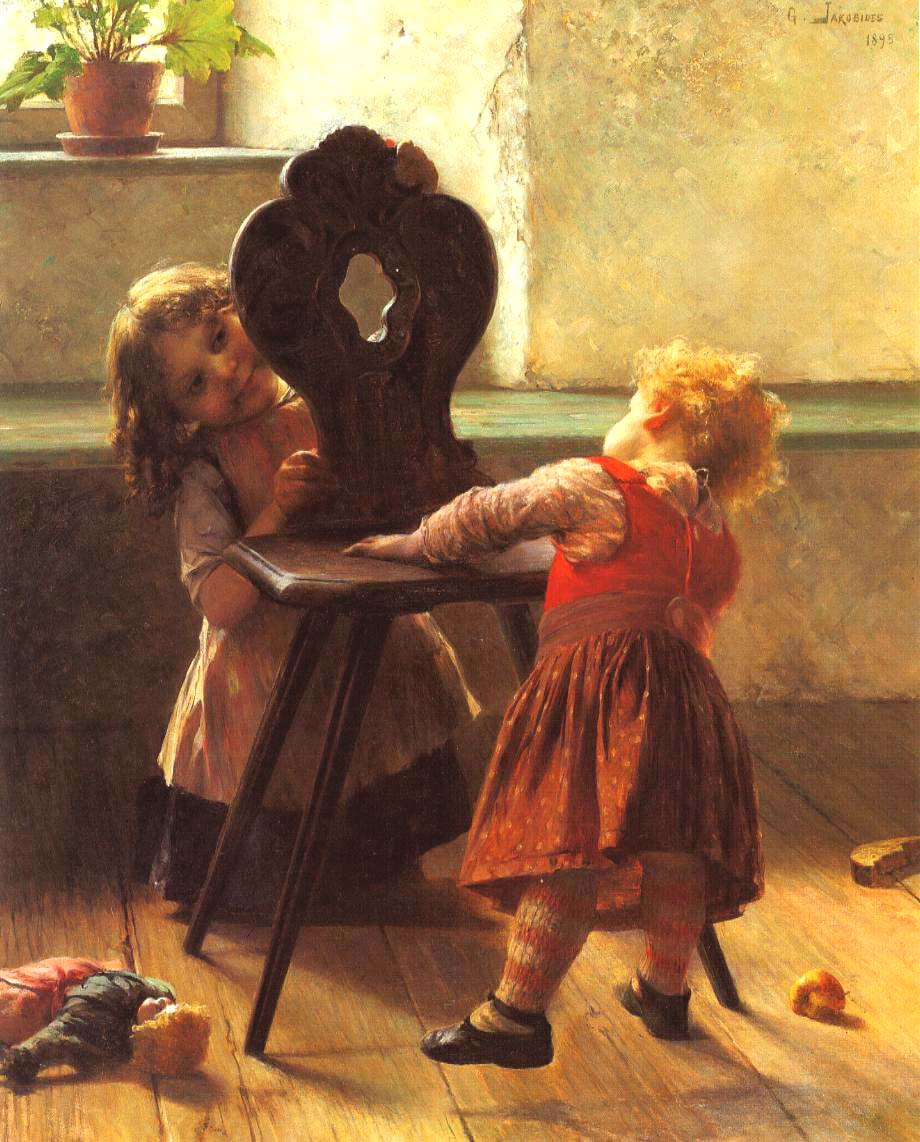
Г. Яковидис, Ку-ку (Κου-Κου), 1895

Игра «ку-ку» широко распространена во всём мире. Например, профессора психологи Питер Натан и Энтони Пеллегрини отмечают, что она «наблюдается в Южной Африке, Японии, Малайзии, Иране, Бразилии, России, Индии, Турции, Корее, а параллельные формы игры есть и в других культурах»:28.
Ряд русских изданий для родителей рекомендуют играть с детьми в «ку-ку»:265:25:286:308. Аналогичные рекомендации дают и англоязычные пособия.
Во Франции, Польше игра «ку-ку» (фр. Coucou, me/le voilà!, пол. A kuku!) уже многие десятилетия используется в учебно-воспитательных целях в детских яслях, а также рекомендуется к использованию для патронажных сестёр.
В ряде стран, включая Россию:9, способность ребёнка соответствующего возраста «играть» в «ку-ку» иногда рассматривается как один из показателей нормального развития. В США способность играть в «ку-ку» включена в качестве критерия в наиболее распространённый тест развития ребёнка Денверский скрининговый тест, хотя отмечалась не очень высокая (75 %) воспроизводимость этого показателя. Аналогичный критерий используется во Франции, в том числе для выявления аутизма:175.

## Исследование игры
Роль «ку-ку» и подобных игр в развитии детей рассматривается в психологической литературе, исследуется игра и с позиции психоанализа. Предполагается, что игра «ку-ку» позволяет усваивать структуру правил (например, о том, что предметы сами по себе не исчезают и не появляются). Также рассматривается связь между игрой и развитием чувства юмора.
В литературе по компьютерным играм высказывается мнение, что игры типа «ку-ку» и пряток связаны с охотой.